# Semecarpus acuminata
Semecarpus acuminata är en sumakväxtart som beskrevs av Thw.. Semecarpus acuminata ingår i släktet Semecarpus och familjen sumakväxter. Inga underarter finns listade i Catalogue of Life.